# Loxostege comptalis
Loxostege comptalis is een vlinder uit de familie grasmotten (Crambidae). De wetenschappelijke naam is voor het eerst geldig gepubliceerd in 1848 door  Freyer.
De soort komt voor in Europa.